# Кузнецов Віктор Михайлович
Не варто плутати з футболістом «Зорі» та збірної СРСР Кузнецовим Віктором Васильовичем
Віктор Михайлович Кузнецов (нар. 8 січня 1961, Дніпродзержинськ) — радянський та український футболіст, що грав на позиції півзахисника. По завершенні ігрової кар'єри — футбольний тренер.
Виступав, зокрема, за «Дніпро» (Дніпропетровськ), у складі якого став чемпіоном СРСР.

## Ігрова кар'єра

### Ранні роки
Розпочав займатись футболом у рідному Дніпродзержинську в футбольній школі, а в 14 років був переведений у створену в обласному центрі дитячу футбольну школу «Дніпро-75», яка за дуже короткий час дала радянському футболу низку відомих гравців.

### «Дніпро»
Його талант проявився дуже рано і вже в 17 років Кузнецов, який виступав на позиції лівого півзахисника, опинився в основному складі Дніпра. Віктор виступав за дубль, але тренери задіяли його і в першій команді. А 18 травня 1978 року він в Алма-Аті вперше вийшов на заміну в матчі вищої ліги. Наступна його поява на полі сталося лише восени, вже при новому головному тренері Йожефі Сабо, який змінив на цій посаді Вадима Іванова. 10 вересня у Ворошиловграді Кузнецов вийшов у перерві за рахунку 2:1 на користь господарів і саме його точний удар на 62-й хвилині приніс гостям нічию.
Але, попри це, більшою довірою у головного тренера юнак не користувався, і в підсумку на його рахунку наприкінці чемпіонату було лише 3 матчі й 1 гол, а наступний сезон Віктор змушений був починати в першій лізі, куди опустився «Дніпро». І вже у свої 18 років Кузнецов стає одним з лідерів команди, забивши 5 голів у 33 матчах. У тому сезоні дніпряни ледь зберегли за собою місце в першій лізі, а юним футболістом зацікавилась низка армійських команд.

### СКА
Проходив військову службу в Києві, де і провів повноцінних два роки в СКА. У першому сезоні він допоміг киянам виграти зону УРСР у другій лізі, а потім і перемогти у стикових матчах за путівку в першу лігу, де армійці грали вельми гідно, посівши 17-е місце з 24-х команд. Кузнецов був одним з лідерів того колективу (45 ігор, 2 голи), яким керував Володимир Мунтян. Після завершення служби повернувся у «Дніпро», а СКА одразу ж опинився серед аутсайдерів та вилетів у другу лігу.

### Повернення у «Дніпро»
Після повернення в «Дніпро» у Кузнецова спочатку гра не задалася, внаслідок чого тандем Ємець-Жиздик відправив його на час в нікопольський «Колос». Лише після повернення Кузнецов отримав тверде місце в основному складі. У Баку він забив два голи «Нефтчі», а в гостьовому матчі з чинними чемпіонами мінським «Динамо» забив голи, допомігши клубу перемогти 2:1. Саме після тієї зустрічі в команді повірили, що можуть боротися за чемпіонство. Наприкінці сезону точний удар Кузнецова приніс «Дніпру» важку перемогу в Кишиневі, а в золотому матчі проти московського «Спартака» він взяв участь в гольовій комбінації та заробив пенальті, допомігши клубу вперше в історії стати чемпіоном СРСР. За підсумками чемпіонату в активі півзахисника було 7 голів і 6 гольових передач у 31 матчі. Така гра Віктора не пройшла повз керівників олімпійської збірної, у складі якої в травні 1983 року він відіграв зустрічі з болгарами та греками. У тому ж сезоні Кузнєцов потрапив до списку 33-х найкращих гравців СРСР під № 2.
Наступний сезон став не менш вдалим для футболіста, який в 30 матчах, забив два голи й віддав 15 гольових передач. Рекордний показник в історії клубу, який в майбутньому вдасться побити лише Андрію Полуніну (20 передач в чемпіонаті України 1995/96). Саме після кутового у виконанні Кузнецова Олег Таран забив м'яч у ворота мінського «Динамо» в останньому турі чемпіонату, в якому «Дніпро» здобув перемогу 1:0 і в підсумку отримав бронзу 1984 року. І знову Кузнєцов потрапив до списку 33-х найкращих гравців Союзу, цього разу під № 3. Того ж року «Дніпро» дебютував і у Кубку чемпіонів. У матчі-відповіді 1/8 фіналу проти болгарського «Левскі-Спартака» Кузнецов з гострого кута пробив у дальній кут і м'яч від штанги влетів у ворота. Так «Дніпро» досяг потрібного рахунку 2:0 (в гостях була поразка 1:3). Забив він і у чвертьфіналі з Бордо в серії післяматчевих пенальті, але цього дніпрянам не вистачило, щоб потрапити до четвірки найсильніших клубів континенту.
В сезоні 1985 року у Кузнецова почався спад. Він вже не завжди потрапляв до стартового складу. Нерідко Володимир Ємець залишав його в запасі, вважаючи за найкраще на лівий фланг півзахисту ставити Володимира Лютого. Втім, у другому таймі Кузнецов все одно виходив на поле і посилював гру. Не в останню чергу це було пов'язано з виховними заходами, бо про Кузнецова вже тоді було багато різних чуток, як про гравця, який не завжди дотримується спортивного режиму. Але це не завадило Віктору зіграти у 33 матчах, в яких він забив 3 голи та віддав 5 передач.
Сезон 1986 року став найгіршим для команди в 1980-ті. Гравці вже не розуміли вимог Володимира Ємця, а той не міг перебудувати свою роботу. Адже тепер його підопічними були не голодні до перемог молодики, а гравці збірних, учасники чемпіонату світу, найкращі футболісти СРСР, володарі престижних призів та рекордів. Через постійну ротацію стрункої гри не було і перемоги здобувалися переважно шляхом індивідуальної майстерності виконавців. Тому Кузнецов за сезон відіграв менше половини матчів чемпіонату — всього 14, при цьому все одно став найкращим розпасувальником Дніпра з 5 гольовими передачами.

### «Ністру»
По закінченні першості Володимир Ємець пішов у відставку, залишивши команду Євгену Кучеревському. Володимиру Олександровичу пропонували місце роботи в клубі, але він хотів тренувати й з радістю пішов працювати в кишинівське «Ністру», яке за пару років скотилося з вищої ліги в другу. У Молдавію з собою він Кузнецова, який не порозумівся з новим головним тренером. Хоча було йому лише 25 років. Фактично великий футбол на цьому для Віктора закінчився.
1987 року кишинівці впевнено зайняли перше місце у своїй зоні, обійшовши найближчого переслідувача на 6 очок (при двоочковій системі). Попереду був фінальний турнір за єдину путівку у вищу лігу, який склався таким чином, що в останньому турі «Ністру» потрібно було обігрувати вдома «Кубань» з рахунком 3:0. Цього дня Володимир Олександрович не випускав сигарету з рота. У команді всі знали: він дав слово кинути палити після цього матчу. Тренер з полегшенням зітхнув, коли на початку другого тайму його команда повела в рахунку. Але потрібні були ще два голи. Один м'яч таки влетів у сітку «Кубані» наприкінці гри, його провів Віктор Кузнецов, але третій гол забити так і не вдалося. У роздягальні тренеру стало погано, лікарі зробили укол, але врятувати Володимира Олександровича не змогли.
В пам'ять про свого тренера Кузнецов, попри запрошення з вищої ліги, залишився в столиці Молдавії, і на наступний рік «Ністру» не лише переміг у своїй зоні другої ліги, а й здобув путівку в першу лігу. Так Кузнецов став володарем унікального досягнення — триразова перемога в турнірах другої ліги в складі двох команд.

### «Локомотив»
Наступний сезон Кузнецов почав у московському «Локомотиві», який після довгої перерви повернувся у вищу лігу і потребував досвідчених гравців. Але за «залізничників» він відіграв всього 4 матчі — останні його гри в союзній еліті. В кінці сезону Віктор міг повернутися до «Дніпра»,  яке залишила більша група гравців, на якій будувалася гра команди (Лютий, Шахов, Чередник, Шох, Пучков, Сорокалет) та Кучеревський вирішив повернути Кузнецова назад. Але все обмежилося лише зборами. У команді Кузнецов не затримався.

### Завершення кар'єри
Потім він ще пограв у другій лізі за нікопольський «Колос», а в період розвалу СРСР спочатку грав за «Таврію» (Новотроїцьке) в Чемпіонаті України серед аматорів 1992—1993, після чого грав за запорізьке «Торпедо» у вищій лізі чемпіонату України, але закріпитися в еліті не зумів, провівши лише 6 ігор і знову повернувся в «Таврію», яка вже вийшла до Перехідної ліги.
Завершив професійну ігрову кар'єру у молдовському клубі «Конструктурул», за команду якого виступав протягом 1995–1996 років.

## Кар'єра тренера
Розпочав тренерську кар'єру, повернувшись до футболу після невеликої перерви, 2001 року, очоливши тренерський штаб клубу «Сталь» (Дніпродзержинськ).
2010 року в другу лігу був заявлений «Дніпро-2», до складу якого входять випускники дніпропетровських шкіл і Кузнецову було довірено тренувати цю команду в другій лізі.
З 2012 року входить до тренерського штабу «Дніпра» (Дніпропетровськ).

## Досягнення
- Чемпіон СРСР: 1983
- Бронзовий призер Чемпіонату СРСР: 1984, 1985.